# Gunnar Bentz
Gunnar Bentz (n. 3 ianuarie 1996, Atlanta, Georgia, SUA) este un înotător american, medaliat olimpic. A participat la două ediții ale Jocurilor Olimpice (2016, 2020) în care a câștigat o medalie de aur.